# Harry Hammond Hess

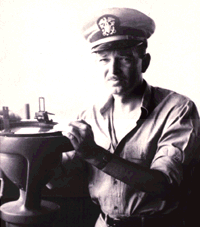
Harry Hess

Harry Hammond Hess (New York, 24 mei 1906 - Woods Hole (Massachusetts), 25 augustus 1969) was een Amerikaans geoloog. Hess bedacht het concept van oceanische spreiding, wat een belangrijke bijdrage aan de theorie van de platentektoniek was. Toen in de jaren '60 bewijzen voor oceanische spreiding werden gevonden leidde dit tot de algemene acceptatie van platentektoniek.

## Biografie
Hess begon in 1923 te studeren aan de Yale Universiteit, eerst voor elektricien, maar later veranderde hij dit naar geologie. In 1927 behaalde hij zijn bachelor graad. Na twee jaar als exploratiegeoloog in Rhodesië te hebben gewerkt zette hij zijn studie voort aan de Princeton Universiteit, waar hij in 1932 afstudeerde op een onderzoek naar een geserpentiniseerd peridotiet lichaam. Na twee jaar aan de Rutgers Universiteit te hebben gewerkt keerde hij terug naar Princeton, waar hij de rest van zijn leven zou werken.
Tijdens zijn studie had Hess deelgenomen aan Vening Meinesz' onderzoek naar gravitatie-anomalieën in de zeeën rond Nederlands-Indië en hij paste dit onderzoek nu zelf toe op het Caraïbisch gebied, waarvoor hij onderzeeboten van de Amerikaanse marine ter beschikking kreeg. In de Tweede Wereldoorlog werd hij ingezet als marineofficier waarbij zijn werk het opsporen van Duitse onderzeeboten was. Hess maakte van de gelegenheid gebruik om echo-apparatuur aan boord mee te nemen, waarmee hij de bathymetrie van de zeebodem opmat. Door telkens een iets andere route te nemen bracht hij zo een groot deel van de bodem van de Grote Oceaan in kaart. Hij ontdekte daarbij grote platte "bergen" onder zee, die hij guyots noemde (naar Guyot, de stichter van het geologisch departement in Princeton). Een probleem was dat deze guyots afgeplat waren, hoewel onder water geen erosie plaats kan vinden.
Na de oorlog deed Hess ook onderzoek naar peridotieten en vulkanische gesteenten van eilandbogen. Ook deed hij onderzoek voor de NASA op gesteente dat teruggebracht was van de Maan.
In de jaren 50 waren de magnetische anomalieën in de oceanische korst in kaart gebracht en was ontdekt dat deze anomalieën als langgerekte banden over de oceaanbodem liggen. Arthur Holmes had al in 1927 voorgesteld dat convectie in de mantel de beweging van de continenten aandrijft. Al deze dingen combinerend zou Hess in 1960 een artikel publiceren, waarin hij het mechanisme van platentektoniek beschreef. Hij combineerde Holmes' idee met zijn eigen concepten van oceanische spreiding en subductiezones. Het idee sloeg in als een bom en Hess zou nog meemaken dat platentektoniek algemeen werd geaccepteerd.
In 1969 overleed Hess aan de gevolgen van een hartaanval tijdens een sterrenkundig congres.

## Onderscheidingen
Hess won de Penrose Medal in 1966. De American Geophysical Union noemde een medaille naar hem.
- Gemeinsame Normdatei: 1036737128
- International Standard Name Identifier: 0000 0000 8226 4966
- Library of Congress Control Number: n85803149
- Nationale Bibliotheek van Israël: 987007425868205171
- Nederlandse Thesaurus van Auteursnamen: 132555328
- SNAC: w64m9bj0
- Système universitaire de documentation: 085103829
- Trove: 858628
- Virtual International Authority File: 48231519
- WorldCat: E39PBJrGxPPY3t6vFch7JRmrv3